# Космос-1833
Космос-1833 је један од преко 2400 совјетских вјештачких сателита лансираних у оквиру програма Космос.
Космос-1833 је лансиран са космодрома Тјуратам, Бајконур, СССР, 18. марта 1987. Ракета-носач је поставила сателит у орбиту око планете Земље. Маса сателита при лансирању је износила 1600 килограма. Космос-1833 је био сателит намијењен за електронско извиђање, јављање и навођење.